# Lecce (provins)
Lecce är en provins i den italienska regionen Apulien. Provinsen ligger på den italienska halvön Salento. Huvudort i provinsen är Lecce. Provinsen sammanfaller med de historiska regionen Daunien. Provinsen var efterföljaren till provinsen Terra d'Otranto i Kungariket Neapel och etablerades i Kungariket Italien 1860–1861 efter sammanslagningen av Kungariket Bägge Sicilierna och Kungariket Sardinien. Kommuner överfördes 1923 till den nya provinsen Taranto och 1927 till den nya provinsen Brindisi.

## Administrativ indelning
Provinsen Lecce är indelad i 96 comuni (kommuner). Alla kommuner finns i lista över kommuner i provinsen Lecce.
| Datum         | Ny kommun          | Kommuner som upphörde           |
| ------------- | ------------------ | ------------------------------- |
| 15 april 2019 | Presicce-Acquarica | Acquarica del Capo och Presicce |

## Geografi
Provinsen Lecce gränsar:
- i öst mot Adriatiska havet,
- i sydväst mot den Joniska havet,
- i nordväst mot provinserna Taranto och Brindisi